# Tylophora govanii
Tylophora govanii là một loài thực vật có hoa trong họ La bố ma. Loài này được (Wight & Arn.) Decne. miêu tả khoa học đầu tiên năm 1844.